# Bill Ayers
William Charles Ayers (Glen Ellyn, 26 dicembre 1944) è un pedagogista e terrorista statunitense, tra i fondatori dell'organizzazione di estrema sinistra Weather Underground.

## Attività politica

### NeiWeather Underground
Studente dell'Università del Michigan, entra nel 1965 in contatto con la Students for a Democratic Society (SDS), un'associazione studentesca attiva nelle proteste contro la guerra del Vietnam. Dopo essersi laureato nel 1968 in Studi Americani, si afferma come una personalità di spicco della SDS, e nel 1969 è promotore della scissione del Rebel Youth Movement (RYM), che prenderà in seguito il nome di Weathermen (o Weather Underground), in onore di un verso di Bob Dylan citato in uno dei loro primi volantini.
Dopo i primi attentati ed una esplosione accidentale provocata da tre membri di Weather Underground, nel 1970 Ayers entra in clandestinità. Partecipa agli attentati contro la sede della polizia di New York nel 1970, contro il Campidoglio di Washington nel 1971 e contro il Pentagono nel 1972.
Nel 1973, a causa dei metodi illegali utilizzati dall'FBI per la raccolta di prove a carico di alcuni membri dell'organizzazione, vengono fatte cadere le accuse nei suoi confronti, e termina la sua latitanza nel 1981, solo nel momento in cui si riesce a trovare un accordo giudiziario per la posizione giudiziaria della moglie, Bernardine Dohrn, anche lei attivista nei Weather Underground.

### Dagli anni Ottanta
Uscito dalla clandestinità, si allontana da ogni attività politica per dedicarsi alla ricerca scientifica nel campo della pedagogia, riprendendo alcuni progetti di pedagogia prescolare condotta attraverso le community schools.
Negli anni novanta collabora come consulente con il sindaco di Chicago Richard M. Daley alla riforma del sistema educativo della città. Nel 1995 un progetto di cui è coautore vince un concorso d'idee per il miglioramento del sistema scolastico di Chicago (il Chicago Anneberg Challenge), e viene applicato attraverso una donazione di 49,2 milioni di dollari. I risultati del progetto, tuttavia, sono contrastanti.

### I rapporti con Barack Obama
Nel febbraio 2008 erano stati evidenziati dalla stampa i rapporti di collaborazione intercorsi negli anni precedenti tra Ayers e l'allora senatore democratico Barack Obama, in quel momento in corsa per la presidenza degli Stati Uniti. Ayers aveva conosciuto Obama nell'ambito della loro comune partecipazione in alcuni consigli locali a Chicago, all'inizio della carriera politica del secondo. Questa circostanza, già a conoscenza della dirigenza dei Democratici, venne utilizzata in campagna elettorale dallo staff del candidato repubblicano John McCain, con la produzione e la trasmissione di specifici spot elettorali. Obama rispose alle accuse affermando che Ayers era un vicino di casa ed un suo conoscente, e che "L'idea che [...] il mio conoscere qualcuno coinvolto in azioni odiose 40 anni fa, quando avevo otto anni, in qualche modo si ripercuota sui miei valori non ha molto senso"..

## Attività scientifica
Attualmente Ayers è professore in Pedagogia presso la Università dell'Illinois a Chicago. Ha pubblicato numerosi articoli e libri sull'educazione prescolare.